# Exoneura clarissima
Exoneura clarissima là một loài Hymenoptera trong họ Apidae. Loài này được Cockerell mô tả khoa học năm 1915.